# Joyce Boutique

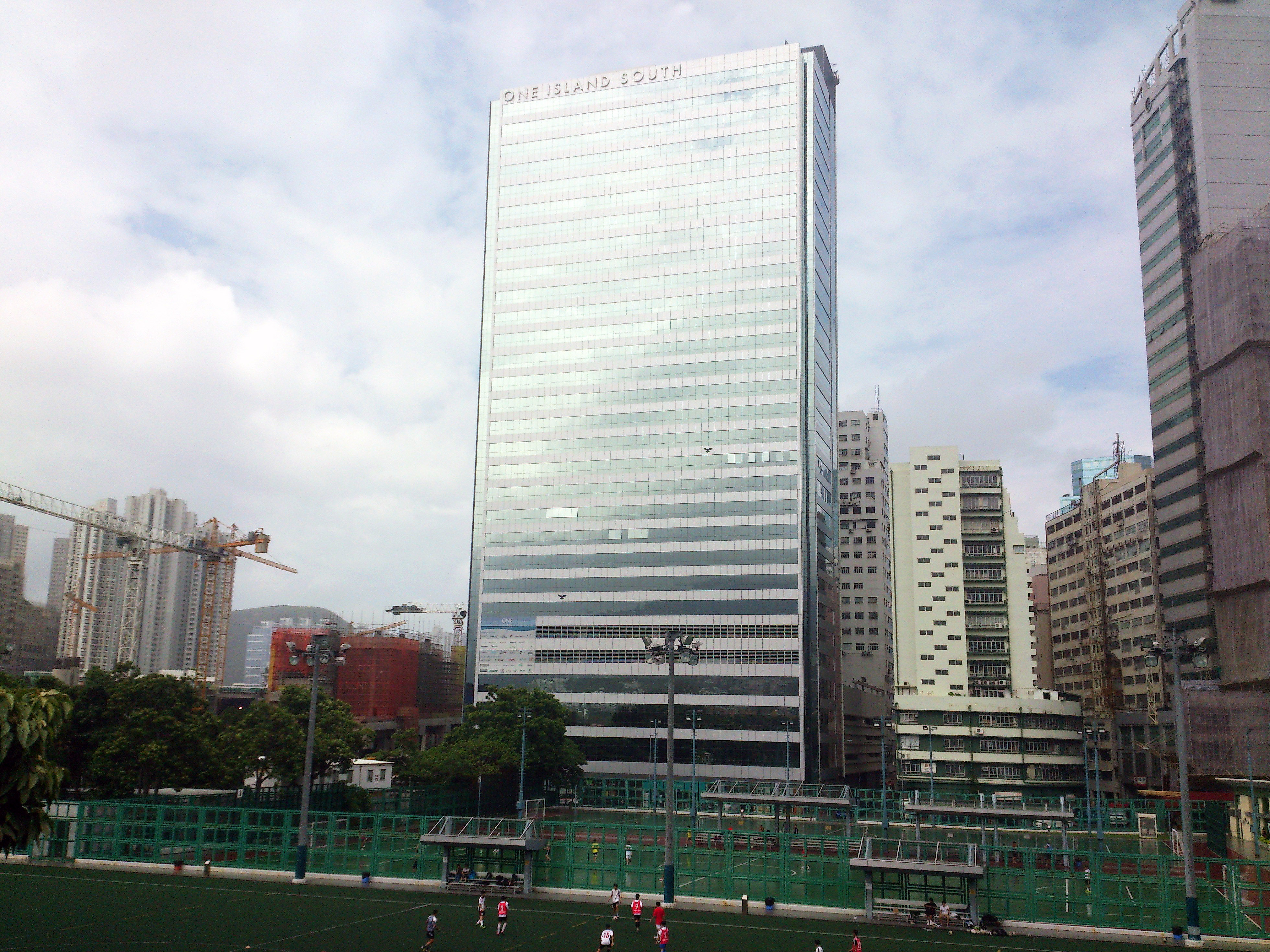
Joyce Boutique公司總部位於黃竹坑One Island South

Joyce Boutique（載思，港交所除牌前：0647.HK）是曾在香港交易所上市的時裝集團，由兩大香港望族永安郭氏家族的第四代郭志清與丈夫先施馬氏家族後人馬景華於1970年創立。主要業務是透過旗下的店舖以自己的品牌或代理外國著名品牌的時裝、化妝品及飾物銷售，在香港、台灣及中國均有分店或品牌專門店。1990年10月16日在香港聯交所上市。
2000年會德豐斥資2億港元買入51%的控制性股權。2003年3月會德豐將所持的股權轉讓予吳光正家族信託，現時持有Joyce Boutique 51.99%股權，而馬景華則持23%股權，保持第二大股東地位。2007年11月19日馬景華、馬郭志清及二人的女兒馬美儀齊齊辭職，轉任非執行董事，吳天海接任非執行主席。
2020年3月23日，公司通過私有化議案，將於同年4月27日撤回上市地位，每股註銷價為$0.28。

## 董事會成員
- 吳天海先生（非執行主席）
- 馬景華先生（2007年11月19日辭任主席，改任非執行董事，由吳天海接任[3]）
- 馬郭志清女士（2007年11月19日辭任行政總裁，改任非執行董事）
- 馬美儀女士（2007年11月19日辭任總裁兼董事總經理，改任非執行董事）
- 盧美高先生*
- 陳思孝先生*
- 霍華士先生（2007年10月1日辭任，由麥社安先生接任[4]）
- 李玉芳女士
- 李福全先生*
- 李唯仁先生
- 麥社安先生
- 羅啟堅先生*
- 馬美域女士
- 吳梓源先生
- 徐耀祥先生

（* 為獨立非執行董事）

## 店舖
香港

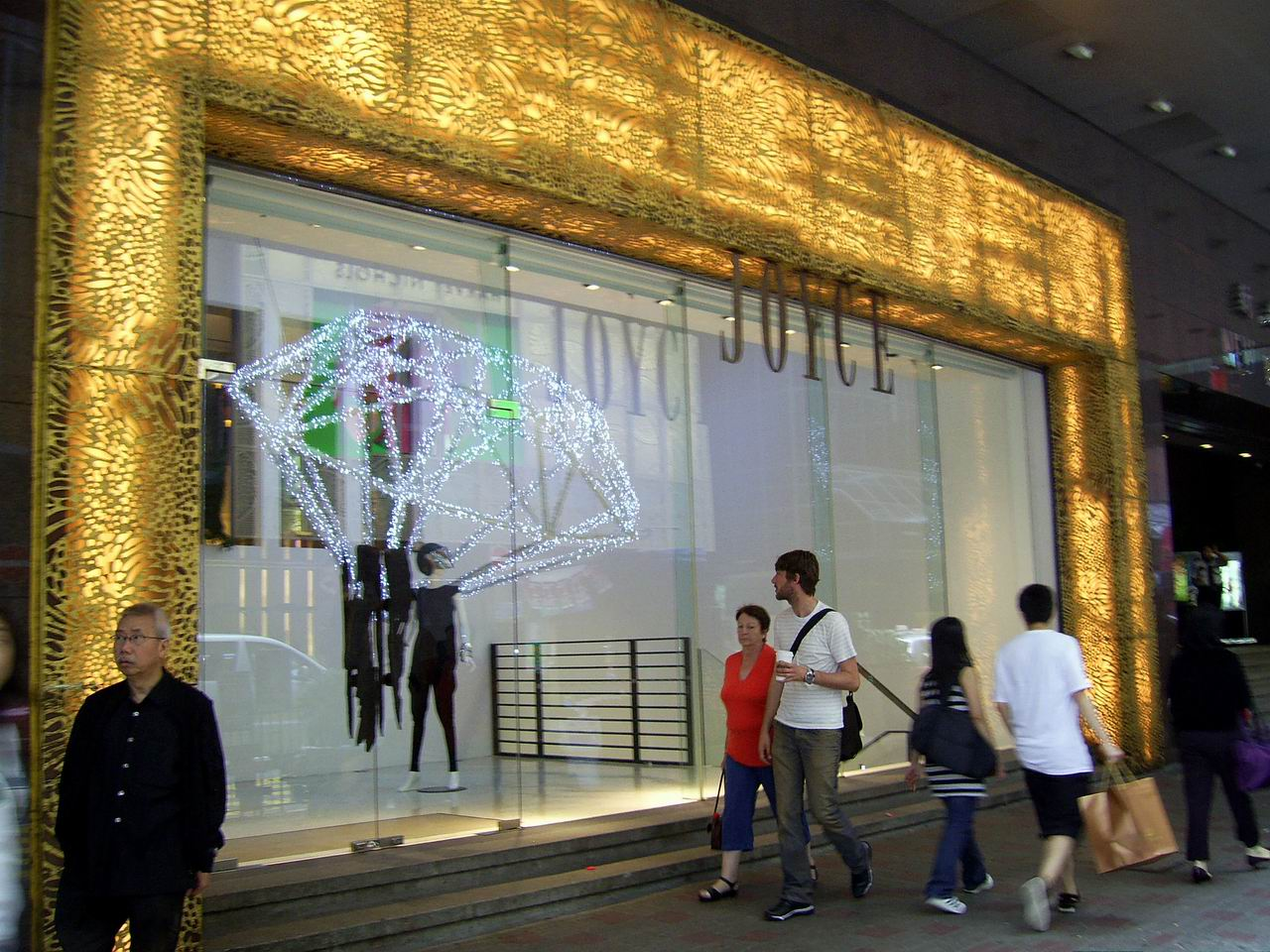
位於中環新世界大廈的旗艦店

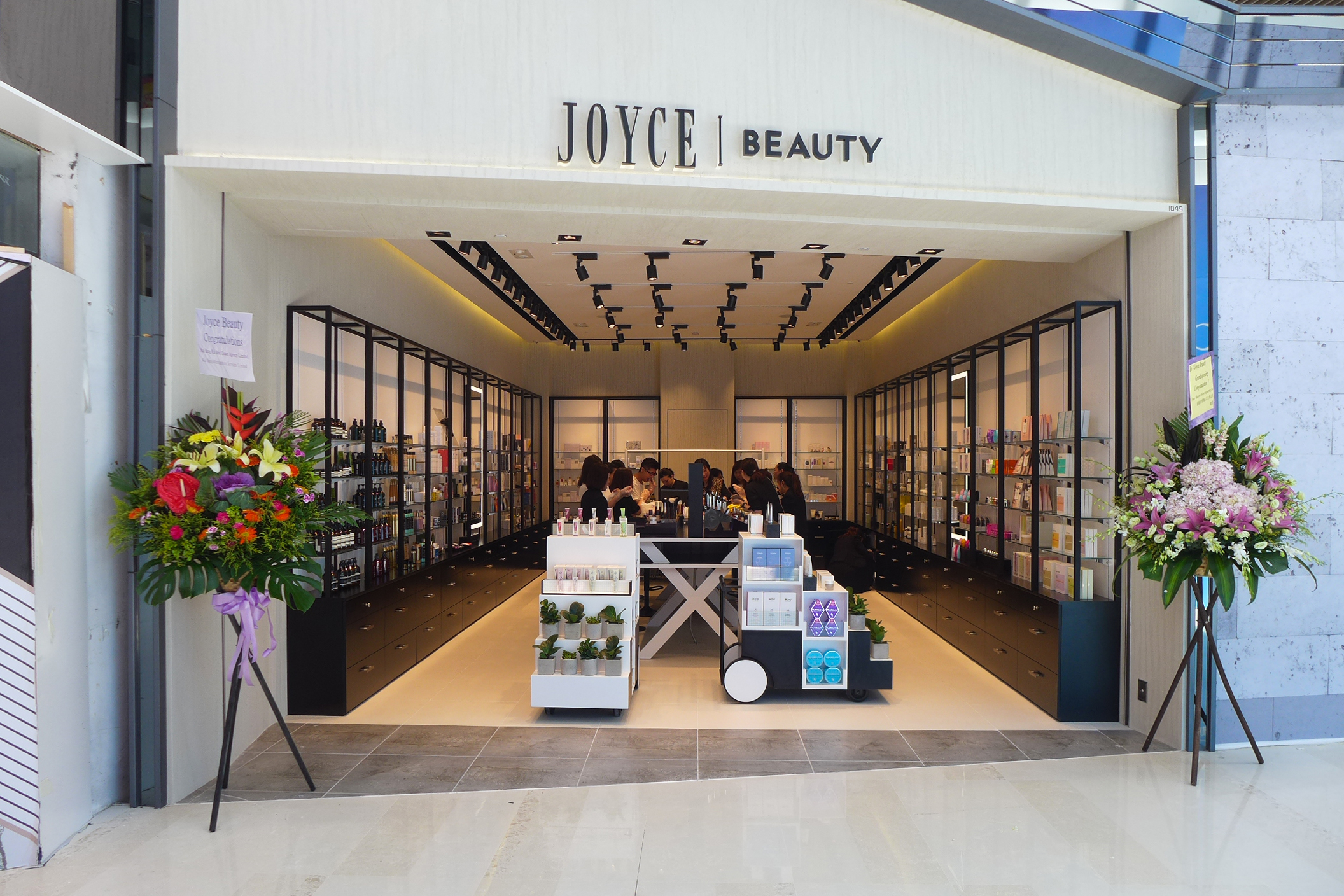
Joyce Beauty在YOHO MALL 形點分店

旗艦店為於金鐘太古廣場，其分店為於尖沙咀海港城。
位於香港中環皇后大道中新世界大廈（佔地16,000平方呎）的旗艦店是Joyce前店舖中面積最大的一間，售賣Joyce全線於香港代理的品牌，於2007年斥資2,000多萬停業整修，由馬郭志清親自挑選店內陳設的古董傢具。旗艦店於2022年8月底結業後，於同年9月中搬遷至太古廣場2樓201號鋪。
太古廣場分店於2001年曾進行擴充，由原本一層變成兩層的分店。為隆重其事，Joyce更邀請了紐約著名室內設計師Calvin Tsao，負責新舖的室內設計。除了增加空間感，令顧客可以逛得更舒適外，最特別的是連接上下兩層的旋轉樓梯，是以Joyce的「J」字作為設計基礎。經過擴充後的太古廣場分店，售賣的時裝品牌比以往更高檔，且還增設謢膚及化妝品專櫃Joyce Beauty，取代尖沙咀分店的地位。。
其他店舖分佈於置地廣場 (Thom Browne 店及 Dries Van Noten 店) 及尖沙咀海港城（Thom Browne 店及 Alexander Wang 店）。

## 已結業店舖
Joyce在80年代時於半島酒店開設首間店舖，在90年代時於皇后大道中九號嘉軒廣場開設旗艦店，樓高2層，並設Joyce Café。後來Joyce Café更於交易廣場開設分店。其他已結業分店為時代廣場（Anna Sui 店）、國際金融中心（Etro 店）、崇光百貨（BOSS 專櫃）及海洋中心（Jil Sander、Anna Sui 和 Etro 店）。

## 代理品牌
- Alexander McQueen
- Alexander Wang
- Ann Demeulemeester
- Anna Sui
- Balenciaga
- Balmain
- Celine
- Chloe
- Christoper Kane
- Comme Des Garcons
- Donna Karan
- Dries Van Noten
- Dior Homme
- Dsquared2
- Emilio Pucci
- Etro
- Givenchy
- Hugo Boss
- Issey Miyake
- Jeremy Scott
- Jil Sander
- Jimmy Choo
- John Galliano
- Junya Watanabe
- Lanvin
- Marni

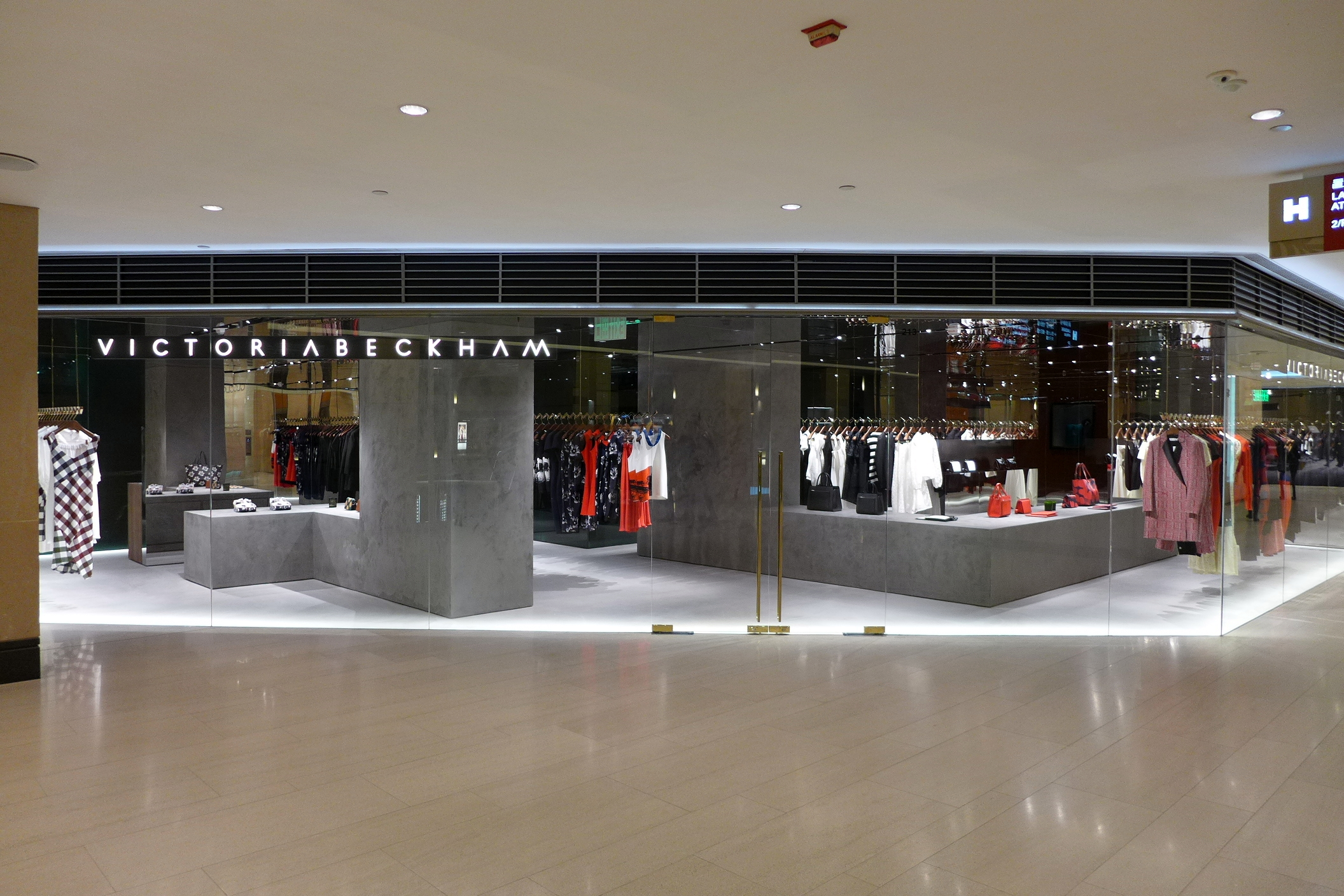
位於中環置地廣場的Victoria Beckham是首間亞洲專門店

- Maison MIHARA YASUHIRO
- Mastermind Japan
- Moncler
- Mugler
- Neil Barrett
- Oscar de la Renta
- Raf Simons
- Rick Owens
- The Row
- Saint Laurent
- Stella McCartney
- Vera Wang
- Versace
- Viktor & Rolf
- Victoria Beckham
- Yohji Yamamoto

## 外部連結
- Joyce Boutique Holdings Limited （页面存档备份，存于）